# Schloss Lohe (Schlesien)
Koordinaten: 51° 2′ 5″ N, 16° 59′ 23″ O

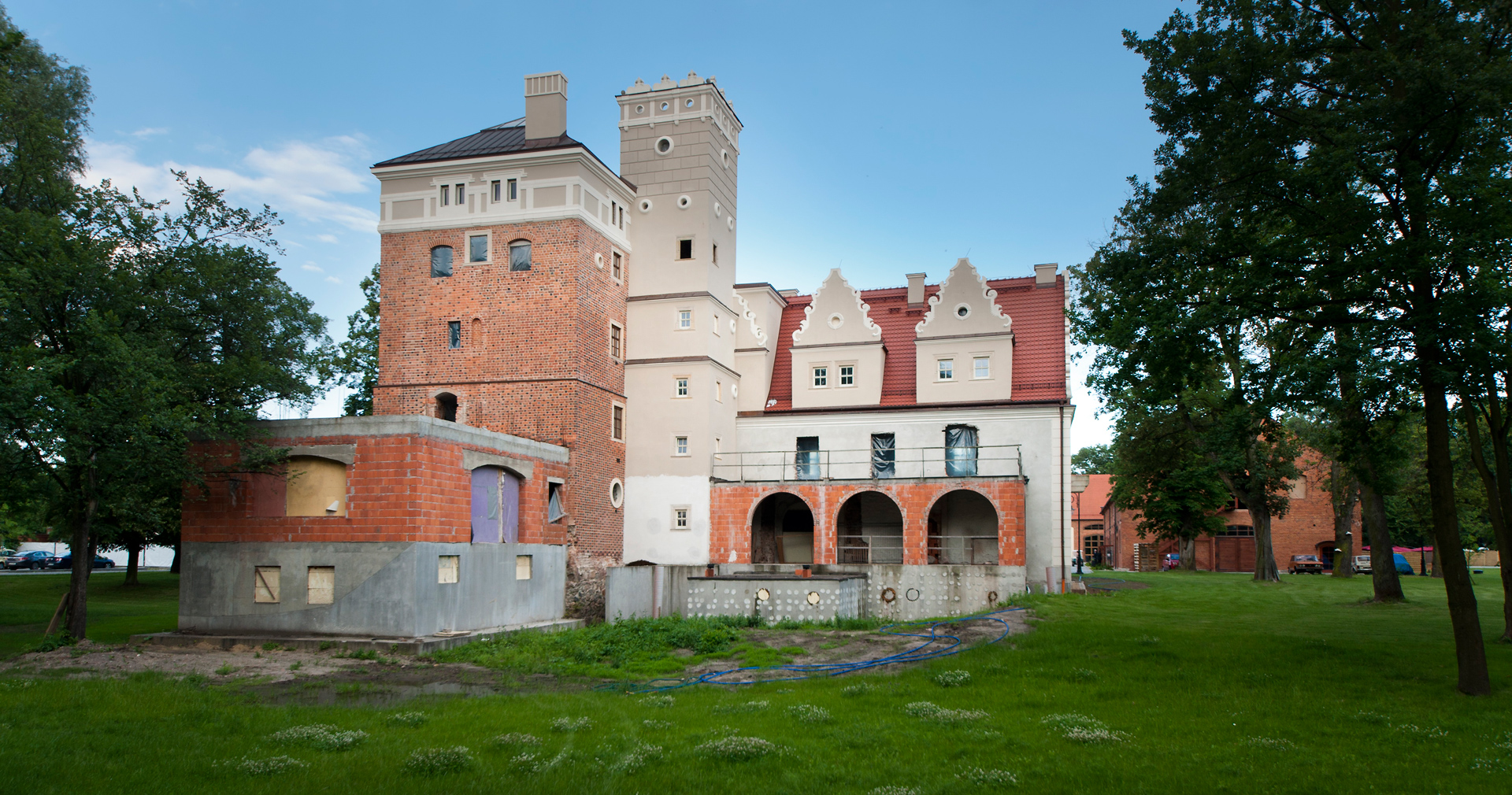
Schloss Lohe

Das Schloss Lohe (polnisch Dwór w Ślęzy) in Ślęza (deutsch Lohe) gehört zur Landgemeinde Kobierzyce im Powiat Wrocławski der Woiwodschaft Niederschlesien in Polen. Historisch gehörte Lohe zum Fürstentum Breslau.

## Geschichte
Im Jahr 1248 wurde Lohe als Zollstation am Königs- und Handelsweg von Prag nach Breslau erwähnt. Nach der Ausführung in Backstein ist zu vermuten, dass im 15. Jahrhundert ein mit Wassergraben umgebender Wohnturm errichtet wurde. Ende des 16. Jahrhunderts wurde dieser von Nicolaus von Waldau zu einem Renaissance-Schloss umgebaut. Über Hans Christian von Roth ging das Schloss durch Heirat an die von Königsdorff. Felix Silvius Ferdinand Graf von Königsdorff verkaufte das Schloss 1835 an den Kölner Zuckerfabrikanten Emil vom Rath. Das Schloss kam in Besitz des Konsortiums „vom Rath, Schoeller & Skene“.
Nach 1945 diente das im Zweiten Weltkrieg unbeschädigt gebliebene Schloss zunächst als Gefängnis, dann als Verwaltungsgebäude einer landwirtschaftlichen Versuchsanstalt. Heute sind die vormaligen Wirtschaftsgebäude südöstlich des Schlosses zum Hotel und einem Automobilmuseum umgebaut. Der Landschaftspark umfasst 50 Hektar und einen großen Teich.

## Baukörper
Der mittelalterliche Kernbau ist der viergeschossige Wohnturm mit 13 m × 10 m Grundriss, dessen Mauerwerk durch mit schwarzen Hartbrandziegeln durchsetztes Backsteinmauerwerk gebildet ist. Das Mezzaningeschoss ist durch Verputz abgesetzt. An den Wohnturm schließt der Wohnflügel an, dessen Eingangsportal einen wehrhaften Charakter suggeriert. Im Inneren stammen die kreuzgewölbte Eingangshalle und profilierte Türrahmen noch aus der Bauzeit. Im Obergeschoss befindet sich ein 1618 datierte Kamin mit Wappen von Christophorus Nicius.